# 费莉莎·沃尔夫-西蒙
费莉莎·沃尔夫-西蒙（英語：Felisa Wolfe-Simon）是一位美国微生物地球生物学和生物地球化学家。

## 生平
2010年，沃尔夫－西蒙领导的团队发现了一种嗜極细菌GFAJ-1，可在高含砷低含磷的条件下生长，最初沃尔夫－西蒙认为这种细菌可能使用砷酸替代磷酸作为DNA的骨架，但后来罗茜·雷德菲尔德等人的实验证明这种细菌只是抵抗砷而非利用砷。